# Трюм (супутник)
Трюм (лат. Thrymr, давньоскан. Þrymr) — п'ятдесят третій за віддаленістю від планети супутник Сатурна. Відкритий 23 вересня 2000 року.
У скандинавській міфології Трюм (Трім) — йотун, що викрав молот у Тора, король Йотунгейму.

## Корисні посилання
- Циркуляр МАС № 7548: Відкриття супутників S/2000 S 7, S/2000 S 8, S/2000 S 9 (англ.)
- Електронний циркуляр Центру малих планет № 2000-Y15: S/2000 S 1, S/2000 S 2, S/2000 S 7, S/2000 S 8, S/2000 S 9 [Архівовано 15 квітня 2002 у Wayback Machine.](англ.)
- Циркуляр МАС № 8177: Назви нових супутників ведиких і малих планет(англ.)
- Циркуляр МАС № 8471: Уточнення назв супутників Сатурна [Архівовано 10 липня 2020 у Wayback Machine.](англ.)
- Супутники Сонячної системи — Трюм [Архівовано 28 листопада 2006 у Wayback Machine.](англ.)(пол.)
- Суттунг, Трюм та Імір [Архівовано 1 грудня 2008 у Wayback Machine.](фр.)